# Le Syndic de la guilde des drapiers
Le Syndic de la guilde des drapiers (titre original néerlandais : Staalmeesters) est un portrait de groupe du peintre néerlandais Rembrandt. La peinture à l'huile sur toile est achevée en 1662, et aujourd'hui exposée au Rijksmuseum Amsterdam, aux Pays-Bas,,. Elle a été décrite comme le « dernier grand portrait de groupe » de l'artiste.

## Histoire
La guilde des drapiers d'Amsterdam a commandé ce portrait qui est accroché dans leur maison, le Staalhof, jusqu'en 1771. Il est transféré le 27 novembre 1771 au Konstkamer (« chambre d'art » de l'hôtel de ville sur la place du Dam, puis à partir de 1808 à la Trippenhuis et en 1885, au Rijksmuseum Amsterdam. Le tableau appartient à la municipalité d'Amsterdam qui le prête depuis le 15 août 1808 au Rijksmuseum.

## Datation

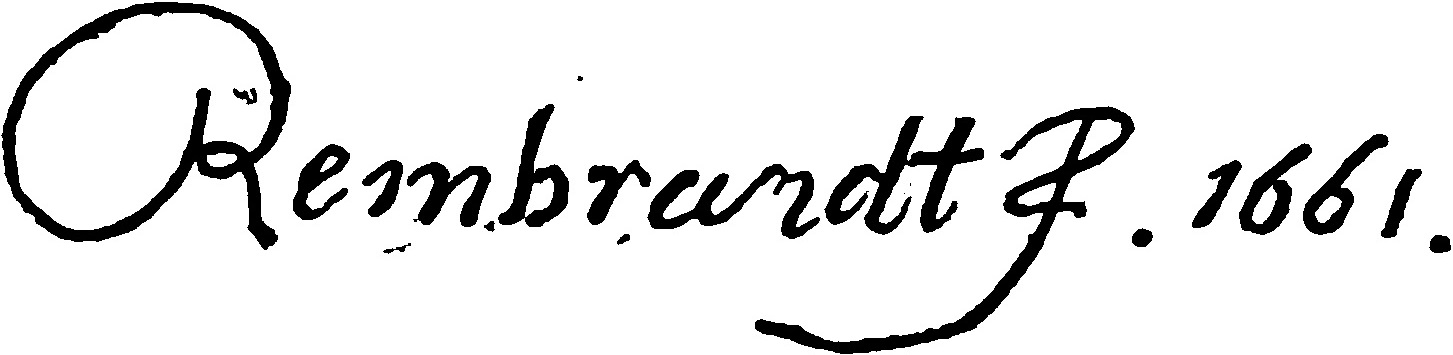
Signature apocryphe.

L'œuvre est signée et datée « REMBRANDT F. 1662 » sur le tapis recouvrant la table ; une signature apocryphe « REMBRANDT F. 1661 » figure sur le mur supérieur à droite, au-dessus des lambris.
On a toujours supposé que la signature sur la nappe était la seule correcte. En 1991, lors d'une importante restauration du tableau, les deux signatures ont fait l'objet d'une étude approfondie. Un minuscule morceau de la lettre R de la fausse signature a été examiné au microscope. Il s'est avéré que la signature du haut est peinte sur des retouches.

## Sujet
Le tableau est un portrait de groupe de cinq gentilshommes de la guilde des drapiers d'Amsterdam qui étaient chargés de l'inspection des étoffes, et de leur domestique. Ce ne sont pas les régents de la guilde, mais les proefmeester of waardijn, des drapiers qui ont été élus pour évaluer la qualité des étoffes que les tisserands proposent à la vente aux membres de leur guilde, les Staalmeesters : deux catholiques, un mennonite, un remontrant et un réformé. Sont représentés de gauche à droite : Jacob van Loon (1595-1674), Volckert Jansz. (1605-1681), Willem van Doeyenburg (1616-1687), Jochem de Neve (1629-1681) et Aernout van der Meye (1625-1681). À l'arrière-plan au centre, sans chapeau mais avec une calotte, se trouve leur valet, Frans Hendricksz. Bel (1629-1701) qui avait la maison de la guilde à sa disposition et a vécu toute sa vie au Staalhof.
Le portrait est destiné au Staalhof située dans la Staalstraat à Amsterdam, l'endroit où les proefmeester of waardijn vérifient la qualité et la couleur du tissu proposé. Le drap (teint en bleu ou en noir) est une étoffe de laine devenue dense, chaude et brillante au cours d'un long processus. Pour comparer la qualité des différents lots de tissus, ils utilisent des « échantillons »et des nuanciers - d'où leur nom : le mot néerlandais staal signifie « échantillon » et fait référence aux échantillons de tissu qui sont évalués. Il s'agit d'un poste honorifique non rémunéré. Le mandat d'un an des proefmeester of waardijn commence le Vendredi saint et ils doivent effectuer leurs inspections trois fois par semaine. Les inspecteurs utilisent des pinces pour presser les sceaux de leur ville (au recto) et de leur guilde (au verso) dans des lingots de plomb de la taille d'un sou qui sont spécialement apposés pour enregistrer les résultats de l'inspection. Quatre niveaux de qualité sont distingués, le plus élevé est indiqué en apposant quatre sceaux et le plus bas en apposant un seul.
Les proefmeester of waardijn représentés ont exercé leurs fonctions du vendredi saint 1661 au vendredi saint 1662. Van Doeyenburg agit en tant que président de la guilde. Le livre ouvert concerne probablement les comptes de celle-ci. On a longtemps pensé que l'homme le plus à droite du tableau tenait un sac de sceaux. Lors de la restauration de 1991, il s'est avéré qu'il s'agissait de deux gants.

## Description

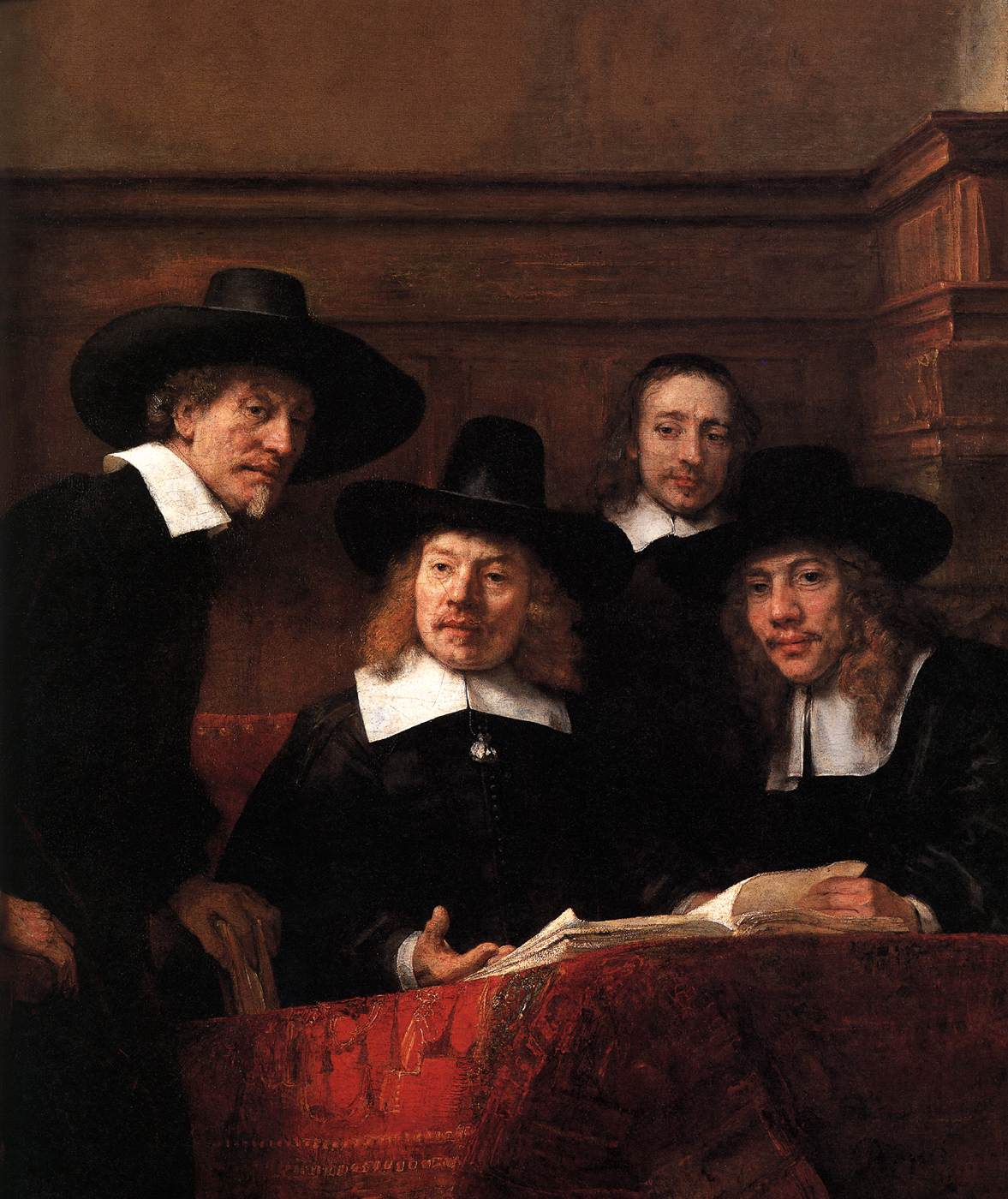
Détail.

Assis derrière une table recouverte d'un tapis rouge, adossés à un mur lambrissé, se trouvent les cinq Staalmeesters, en costume noir, portant chapeaux et fraises, qui forment un comité de la guilde des drapiers d'Amsterdam. Ils vérifient la qualité des tissus selon des critères définis dans un cahier d'échantillons. Sur le mur du fond, à peine reconnaissable, est accrochée une petite image représentant un phare, symbole d'un comportement exemplaire et qui guide sur le bon chemin.
Le côté étroit de la table de conférence est disposée devant les panneaux muraux, le président est installé au centre et deux membres ont leur place à gauche et à droite sur les grands côtés. La table est vue en perspective de telle sorte que les trois hommes de droite semblent alignés les uns à côté des autres selon la disposition des sièges. Celui de gauche a déplacé son fauteuil jusqu'au mur de la fenêtre. Son voisin de gauche se lève et se redresse.
Le président tient sa main droite ouverte en explication sur le livre ouvert. L'homme à sa gauche a la main prête à tourner la page. En même temps, leur attention est attirée sur quelqu'un situé face à eux, élément déterminant du tableau.

## Composition et style
Dans l'ensemble, la composition est exceptionnelle et harmonieuse, atteignant un haut degré de naturel à travers la pose de chaque personnage. Elle illustre bien le talent de Rembrandt pour la disposition de ses personnages. Son exécution est sobre et efficace.
Rembrandt a probablement tenu compte de la place du tableau sur le mur, car il a opté pour une perspective avec un point de vue assez bas, pour que le spectateur regarde la table d'en bas. Les Staalmeesters sont représentés un peu plus grands que nature et solennels. Le peintre a probablement aussi ajusté l'incidence de la lumière à celle réelle à l'endroit où la toile serait accrochée. Le lambris à l'arrière-plan de la toile correspondrait également au mobilier d'origine de la salle du Staalhof. L'œuvre était vraisemblablement accrochée assez haut dans cette pièce au-dessus d'une cheminée ; de ce fait, la perspective vers le haut avait une autre fonction pratique : elle correspondait à la direction du regard du spectateur dans la pièce. Le plateau de la table n'est donc pas visible, seul un tapis de table lourd et opulent est visisble. Cette trouvaille permet à Rembrandt d'aligner grosso modo les personnages : cinq masses noirs au col blanc, les Staalmeesters représentés de face, qui ont l'air sérieux, conscients de l'importance de leur fonction. À travers cet agencement, le spectateur voit une rangée de cinq visages distingués et pénétrants, placés approximativement horizontalement mais se balançant légèrement comme des lanternes. La vue oblique en perspective et la dissolution de la disposition des sièges sur la gauche font apparaître les membres du comité comme un groupe de cinq rythmiquement équilibré. En raison de cette disposition, il y a une alternance de volumes et d'intervalles avec un point d'ancrage majestueux fixe au milieu sous la forme d'un triangle stable, formé par deux Staalmeesters et le serviteur, le tout réduit entre le volume rouge foncé de la table et le lambris brun anguleux à l'arrière. L'attention est attirée sur la partie brillante de la nappe, « non seulement à cause des couleurs vibrantes, mais aussi à cause de la variation de texture (...) avec des gouttes, des taches et des couches de peinture grattées ». Les visages pénétrants des Staalmeesters au regard irrésistible sont révélateurs des qualités de portraitiste habile de Rembrandt.

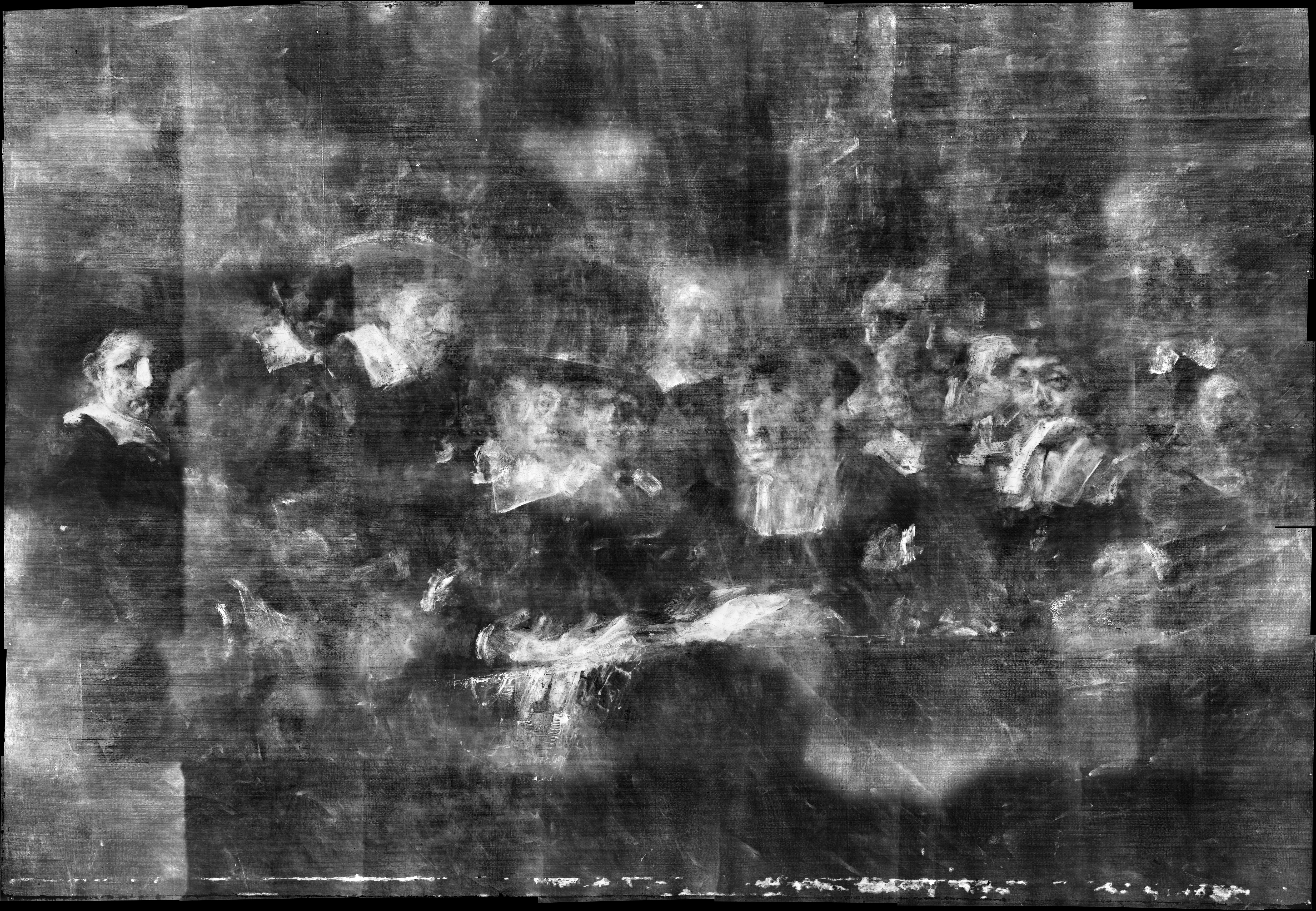
Radiographie de l'œuvre.

Une radiographie de la toile montre que Rembrandt effectué quelques changements dans la composition. Trois dessins sont connus pour avoir servi d'études préliminaires à ce chef-d'œuvre dans lesquels Rembrandt éprouvait principalement la posture et la composition. Dans une esquisse de la partie gauche de l'œuvre, le deuxième personnage en partant de la gauche est toujours debout. Dans une autre étude distincte de cette figure, il se tient même fièrement debout, alors que selon le décorum, il devrait être assis.

## Postérité
La peinture est utilisée sur l'emballage des cigares Dutch Masters. Elle est également visible sur le mur de la maison de H. G. Wells dans la séquence d'ouverture de La Machine à explorer le temps (film, 1960). Elle a aussi un rôle important dans le livre 2019 de Jeffrey Archer Nothing Ventured (2019), publié en français sous le titre Qui ne tente rien. Paris, Éditions Les Escales, 2020,  (ISBN 978-2-36569-549-7).